# Slaget vid Saladen
Slaget vid Saladen var ett fältslag mellan Sverige och Ryssland under stora nordiska kriget den 19 mars 1703. De svenska trupperna vann en övertygande seger, trots att man var betydligt numerärt underlägsna. Segern är jämförbar med den i Slaget vid Jakobstadt år 1704 då man återigen mötte en betydligt större armé.

## Stridsformationen
Den svenska styrkan var formerad i en rak linje där Adam Ludwig Lewenhaupt kommenderade den högra flygeln medan Johan Adolf Clodt von Jürgensburg kommenderade den vänstra flygeln. Grenadjärerna var placerade längst ut på sidoflyglarna. Artilleriet placerades i centern, och hade kavalleri och infanteri som kantskydd.
De rysk-litauiska styrkorna var formerade med ryskt infanteri i mitten och det litauiska kavalleriet ute på flyglarna. Trupperna var placerade bakom 188 fasta hinder och ännu längre bakom denna linje fanns en vagnborg. Framför infanteriet fanns 11 kanoner. 30 skvadroner kavalleri fanns placerade på den högra flygeln och 20 på den vänstra flygeln.

## Slaget
Slaget varade från 8 på morgonen till middagstid. De båda arméerna möttes i Šakarniai nära byn Saladen. 
Lewenhaupt startade genom att ge sina trupper order att attackera. När de svenska linjerna var cirka 400 steg från den litauisk-ryska linjen påbörjades artilleribeskjutning, men denna förorsakade endast några små skador. De svenska linjen fortsatte sedan fram till 100 steg från fiendelinjen. Då anföll den litauisk-ryska vänsterflygeln Lewenhaupts flygel men slogs tillbaks. Därefter anföll den litauaisk-ryska högra vingen den svenska vänsterflygeln men nedgjordes. Under tiden hade de svenska centrala förbanden ryckt fram mot det ryska infanteriet avfyrande salva efter salva av musköteld. De fasta hindren passerades och ryssarna tvingades bakåt. Det svenska infanteriet använde pikar under de våldsamma närstriderna. Detta resulterade i att ryssarna tog till flykten trots att det litauiska kavalleriet fortfarande var i ganska gott skick. Lewenhaupt beordrade inte att man skulle förfölja motståndarna några längre sträckor, eftersom han fruktade att hans egna styrkor var för svaga. 

## Följder
På svenska sidan räknade man till 40 dödade, 125 skadade och två saknade. 11 kanoner erövrades tillsammans med 500 vagnar lastade med ammunition, proviant och ett flertal fanor. 576 ryssar dödades på slagfältet, och ytterligare ryssar höggs ned under flykten från slagfältet av förföljande svenskt kavalleri och litauiska bönder. Vissa rapporter hävdar att det dödades fler än 1000 ryssar, men de litauiska förlusterna var ringa.
Karl XII blev mycket imponerad av Lewenhaupts insatser under slaget, och när Carl Magnus Stuart avgick från kriget blev Lewenhaupt befälhavare för den svenska Kurlandskåren.

## Deltagande svenska regementen
- Hälsinge regemente
- Henrik Otto von Albedyhls dragonregemente
- Paul Bethuns artilleri
- Johan Adolf Clodt von Jürgensburg förband (400 man)
- Ernst Karl Glasenapps förband